# Lajos Batthyány (politico 1807)
Lajos Batthyány (Presburgo, 10 febbraio 1807 – Pest, 6 ottobre 1849) è stato un politico ungherese, fu il primo capo del governo ungherese, carica che tenne dal 17 marzo al 2 ottobre 1848.
Fu condannato a morte dal generale austriaco Alfred von Windisch-Graetz, l'esecuzione fu il 6 ottobre 1849, lo stesso giorno dei 13 martiri d'Arad.

## Biografia

### I primi anni
Suo padre era il conte József Sándor Batthyány (1777–1812), mentre sua madre era la nobildonna Borbála Skerlecz (1779-1834). In tenera età si trasferì a Vienna con sua madre e suo fratello dopo il divorzio dei suoi genitori. Batthyány ebbe dunque un tutore privato, ma sua madre decise di mandarlo a studiare all'estero, motivo per cui ebbe contatti sporadici col resto della famiglia per anni.
All'età di 16 anni Batthyány concluse i propri studi e frequentò l'Accademia di Zagabria (attuale Università di Zagabria). Nel 1826 compì un grand tour in Italia ove rimase per quattro anni, intraprendendo la carriera militare e venendo promosso tenente.
Nel 1830 entrò a far parte della Camera Alta del parlamento ungherese, ma egli stesso non amava definirsi un politico per natura.
Nel dicembre del 1834 sposò Antónia Zichy (figlia di Károly Zichy (1785-1876) e di sua moglie, Antónia Batthyány), dalla quale ebbe i seguenti figli: Emanuella Batthyány (1837–1922), Ilona Batthyány (1842–1929) e Elemér Batthyány (1847–1932). Un amico di Batthyány disse che fu proprio sua moglie Antónia ad incoraggiarlo nel prendere maggiori responsabilità nella vita politica del suo paese.

### Batthyány, il politico riformatore
Batthyány divenne più partecipe ai lavori della Dieta nazionale negli anni 1839–1840 a Presburgo e fu il leader dell'opposizione, concordando con le idee di István Széchenyi in campo economico e politico. All'inizio degli anni '30 dell'Ottocento, Batthyány fu tra coloro che promossero gli allevamenti equini in Ungheria, fondando successivamente l'Associazione dell'Economia Ungherese. Seguendo Széchenyi, Batthyány supportò anche l'allevamento di bachi da seta: egli stesso piantò più di 50 000 alberi di gelso nelle sue proprietà per diffondere questa produzione, migliorando generalmente l'economia della contea.
All'inizio concordò sempre con Széchenyi che la nuova nobiltà e gli aristocratici di vecchia stirpe dovessero guidare questo movimento di riforma, ma col tempo Batthyány si rese conto che vi era una sostanziale diffidenza verso queste visioni e per questo si avvicinò maggiormente a Lajos Kossuth dal 1843.
Nel 1843–1844 Batthány fu il leader dell'opposizioni per l'intero parlamento e criticò la gestione degli affari interni e della politica estera guidata dall'Impero asburgico.
Dopo lo scioglimento del parlamento, Batthyány si spostò a Pest e nel 1845 venne eletto come consigliere nell'Ufficio Centrale per le Elezioni. Qui ebbe un importante ruolo nella diffusione di altre associazioni economiche ed il 15 marzo 1847 divenne il primo presidente della prima coalizione dei movimenti di sinistra nazionali (Partito Maverick).
Batthyány supportò Kossuth sia moralmente che finanziariamente. Kossuth divenne rappresentante per il comitato di Pest nella Dieta del 1847, divenendo leader dell'opposizione nella Camera dei Comuni ungherese e collaborando strettamente con lo stesso Batthyány.

### Il governo Batthyány

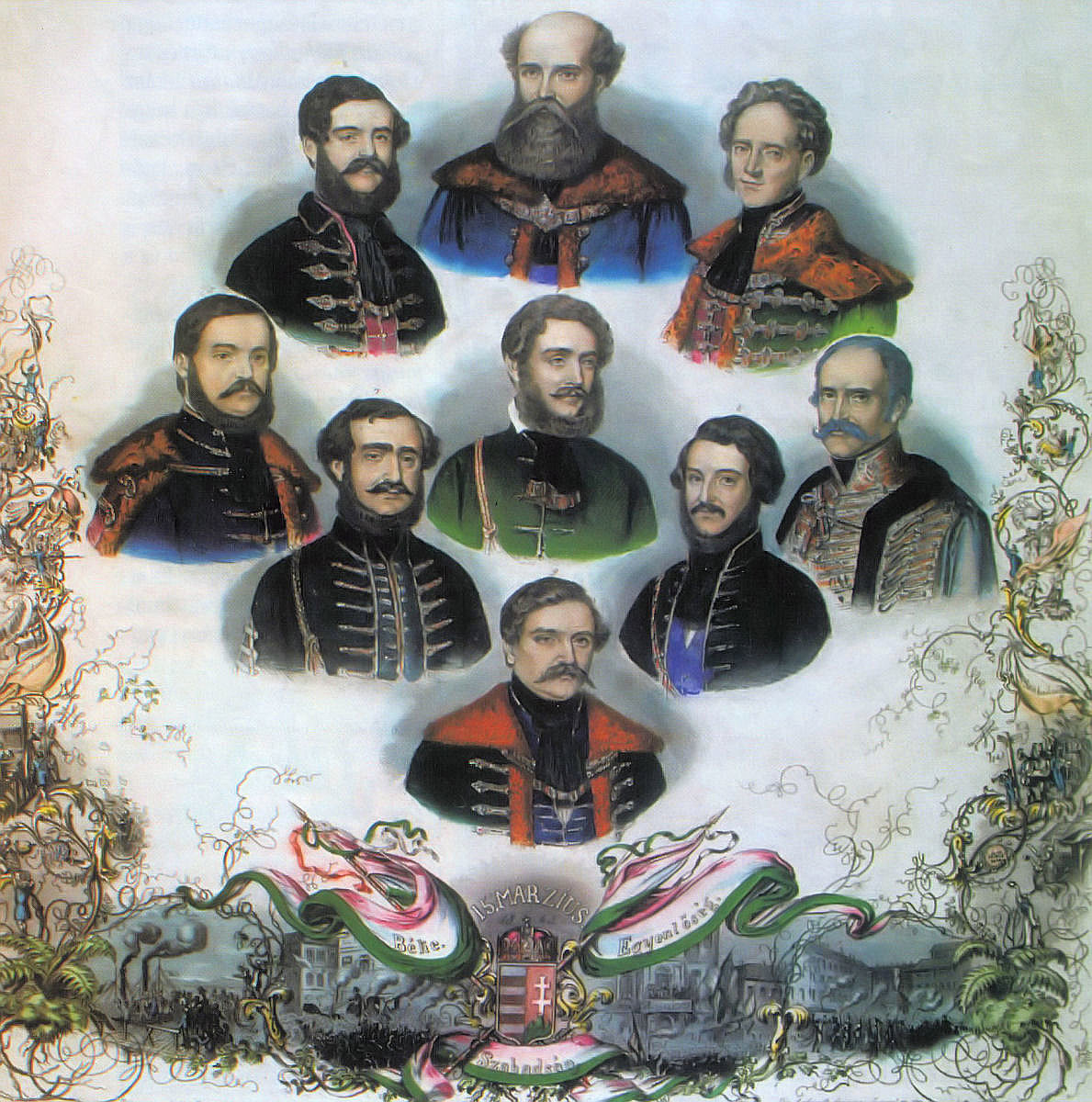
Il governo Batthyány

Batthyány fu membro della delegazione che si recò dall'imperatore Ferdinando I d'Austria per implorare che concedesse l'autonomia amministrativa al territorio ungherese. Il 17 marzo 1848 l'imperatore diede il proprio assenso e Batthyány creò il primo governo parlamentare della Dieta ungherese. Il 23 marzo 1848, come capo di stato, Batthyány presentò il suo nuovo governo.
Il primo compito del nuovo governo era quello di portare avanti la politica promossa dalla rivoluzione stessa ed incominciò ad operare dall'11 aprile successivo. A quell'epoca, inoltre, gli affari interni ed esteri dell'Ungheria non erano stabili, e Batthyány dovette scontrarsi con non pochi problemi. Il suo primo e più significativo atto di governo fu quello di organizzare le forze armate e le amministrazioni locali. Egli insistette notevolmente sul fatto che l'esercito austriaco, quando si trovasse in Ungheria, dovesse sottostare alla legge ungherese, concessione che venne effettivamente fatta poi dall'impero austriaco. Egli tentò di rimpatriare i soldati coscritti dall'Ungheria e fondò la milizia locale che aveva il compito di mantenere la sicurezza interna allo stato. Nel maggio di quell'anno egli iniziò ad organizzare l'esercito rivoluzionario ungherese ed a reclutare uomini per questo servizio, servendosi anche del generale ungherese Lázár Mészáros che nominò suo ministro della guerra.
Batthyány fu un leader molto capace, ma si trovò tra i fuochi degli scontri della monarchia austriaca e quelli dei separatisti ungheresi. Egli si definiva un devoto monarchico costituzionalista e desiderava mantenere attiva la costituzione nazionale, ma l'imperatore appariva sempre meno soddisfatto del suo lavoro per la nazione. Il 29 agosto 1848, con l'assenso del parlamento, si recò con Ferenc Deák da Ferdinando I per chiedere al sovrano di ordinare ai serbi di capitolare e di fermare quindi Jelačić, che era sul punto di attaccare l'Ungheria. Nel contempo, Batthyány offrì a Jelačić la separazione pacifica della Croazia dall'Ungheria. Gli sforzi di Batthyány si dimostrarono ad ogni modo inefficaci pur quando lo stesso imperatore ebbe sollevato Jelačić dai suoi incarichi, dal momento che quest'ultimo continuò la sua invasione dell'Ungheria oltrepassando il confine l'11 settembre 1848.
Dopo questi fatti, Batthyány ed il suo governo diedero le dimissioni, ad eccezione di Kossuth, Szemere e Mészáros. Successivamente, su richiesta dell'arciduca Stefano d'Asburgo-Lorena, palatino d'Ungheria, Batthyány divenne nuovamente primo ministro. Il 13 settembre Batthyány annunciò una ribellione e richiese al palatino di guidarla ma questi, su ordine dell'imperatore, rifiutò e lasciò l'Ungheria.

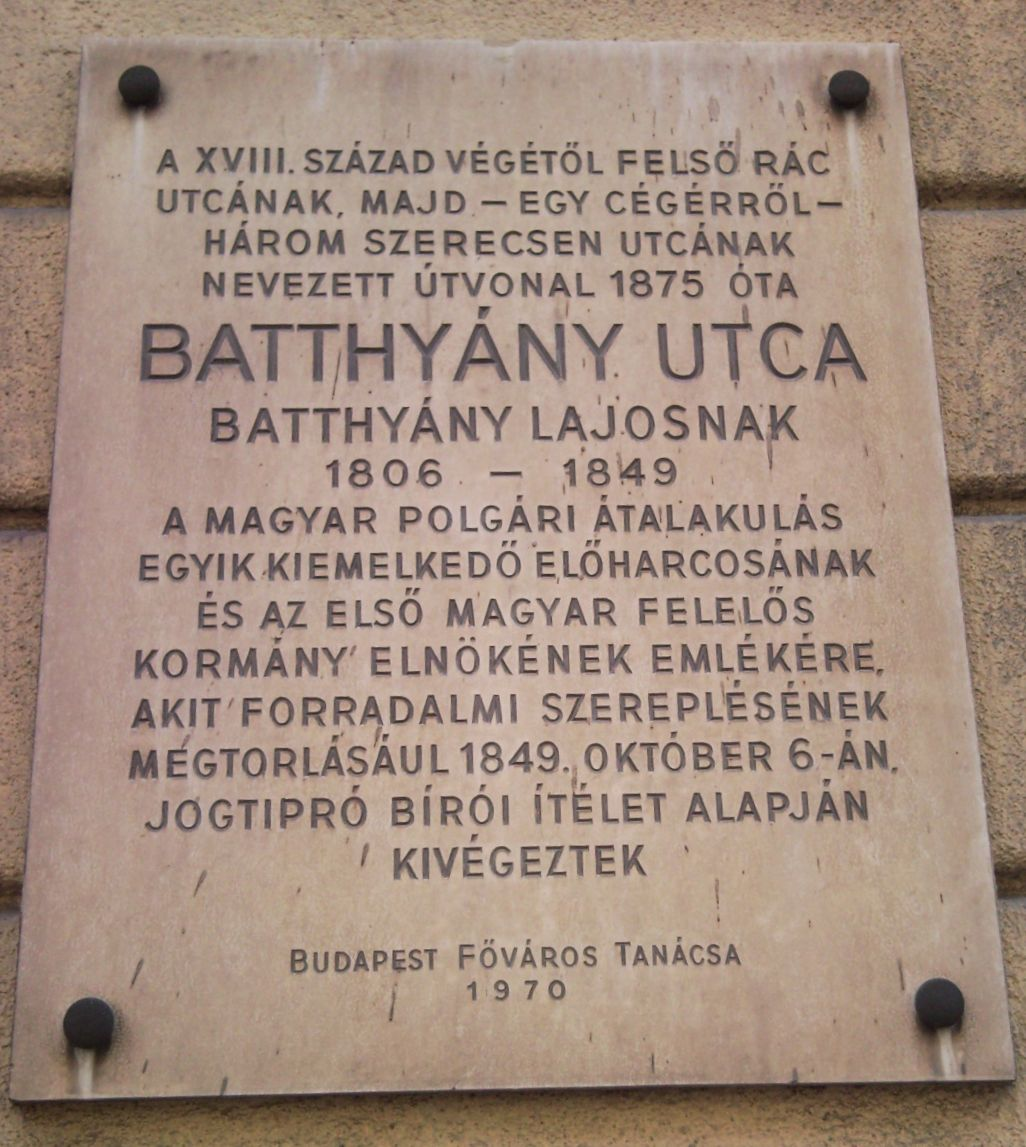
Placca commemorativa in via Batthyány, Budapest, Ungheria

L'imperatore non volle riconoscere il nuovo governo formatosi il 25 settembre, invalidando la leadership di Batthyány e nominando al suo posto il conte austriaco Franz Philipp von Lamberg come leader dell'esercito ungherese. I ribelli, ad ogni modo, riuscirono ad uccidere von Lamberd a Pest il 28 settembre 1848 e nel frattempo Batthyány si era recato nuovamente a Vienna per cercare un compromesso con il sovrano.
Batthyány ebbe successo nei suoi sforzi per l'organizzazione dell'esercito rivoluzionario ungherese: il nuovo esercito sconfisse i croati il 29 settembre nella Battaglia di Pákozd.
Batthyány realizzò però che non poteva giungere ad un accordo con l'imperatore e per questo il 2 ottobre diede nuovamente le sue dimissioni e nominò Miklós Vay quale suo successore. Nel contempo Batthyány rinunciò al proprio seggio in parlamento.

### La rinuncia
Come un soldato ordinario, Batthyány aderì all'esercito di József Vidos e combatté contro il generale Kuzman Todorović, ma l'11 ottobre 1848 cadde da cavallo e si ruppe un braccio.
Dopo che Batthyány si fu rimesso dall'incidente venne nuovamente eletto in politica, ma subito si dimostrò contrario allo spostamento della sede del parlamento a Debrecen. Egli inviò per tutta risposta una sua delegazione (che includeva sé stesso) al generale principe Alfredo I di Windisch-Grätz, il quale gli si dimostrò completamente opposto, non volendoli nemmeno incontrare.
L'8 gennaio 1849 Batthyány tornò a Pest, dove venne catturato al Palazzo Károly ed imprigionato nelle caserme di Buda. Quando l'esercito ungherese era ormai nei pressi di Pest, Batthyány venne spostato a Pozsony, Lubiana ed Olmütz (odierna Olomouc, Repubblica Ceca). Gli ungheresi tentarono di liberarlo più volte ma fu lo stesso Batthyány a chiedere loro di non insistere, ritenendo che le sue azioni fossero legittime e che un eventuale tribunale non avrebbe avuto giurisdizione su di lui.

### L'esecuzione

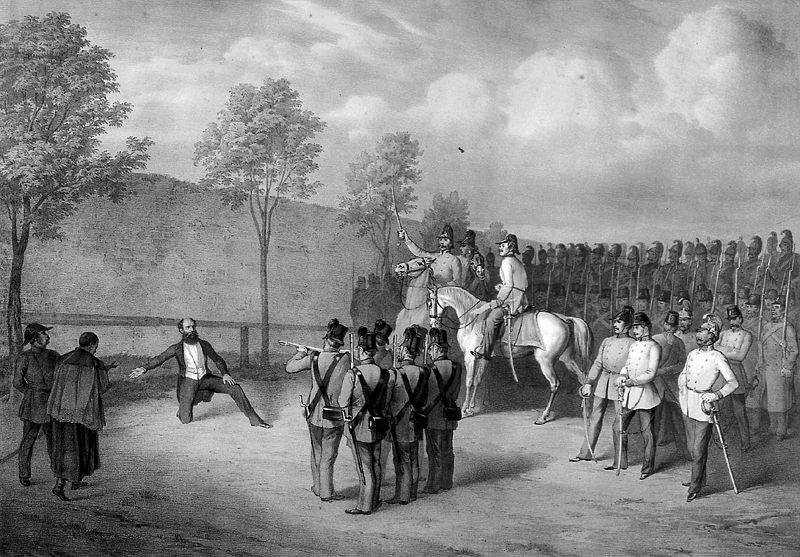
L'esecuzione di Batthyány

Il 16 agosto 1849 a Olmütz, il tribunale militare decretò per Batthyány il suo destino. Dapprima i giudici decisero semplicemente la confisca dei suoi beni e la galera, ma su pressione del principe Felix von Schwarzenberg e dell'impero austriaco, la pena fu commutata con la morte per tradimento.
Gli ungheresi portarono Batthyány nel Nuovo edificio a Pest, nella speranza che "la iena di Brescia" Julius Jacob von Haynau (in nome dell'imperatore) avrebbe potuto concedergli la grazia, ma Haynau lo condannò invece all'impiccagione. Nella sua ultima visita al marito, la moglie di Batthyány riuscì di nascosto ad introdurre in prigione un piccolo pugnale col quale poi lo stesso patriota cercò di suicidarsi tagliandosi la giugulare, ma senza successo. Per le ferite al collo, il tribunale decise di condannare Batthyány alla fucilazione.

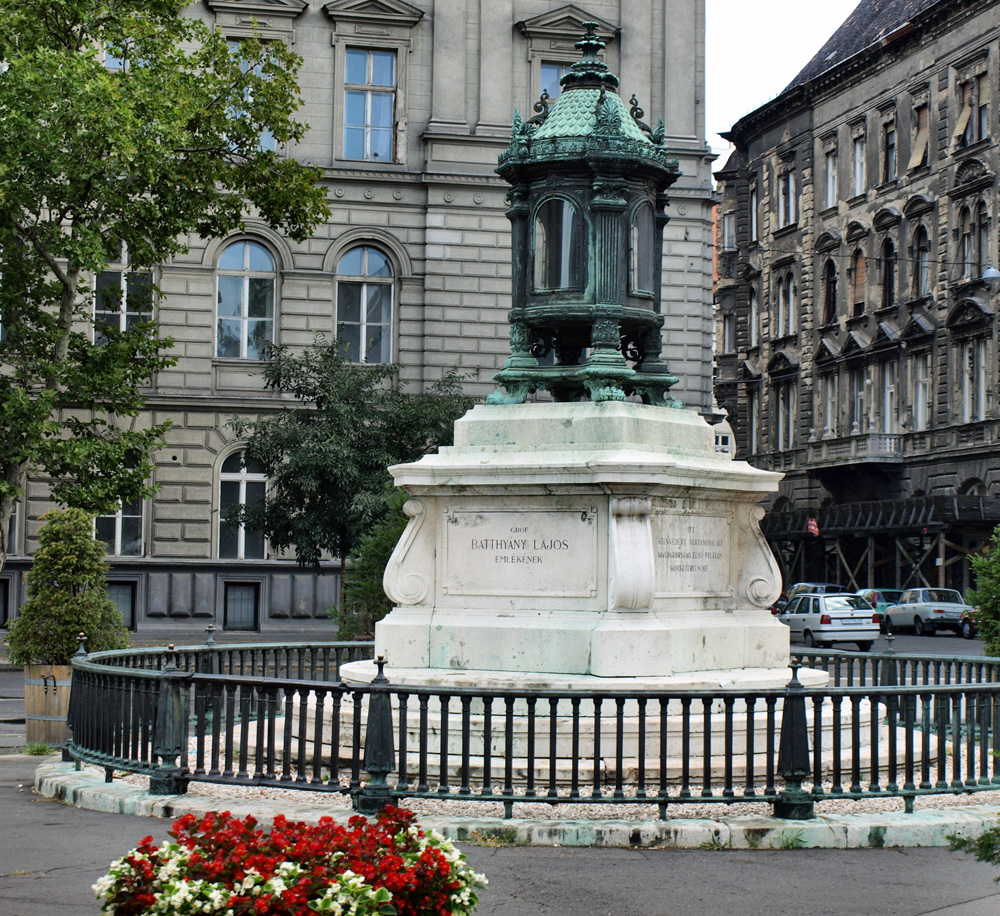
Una lampada commemorativa sul sito della sua esecuzione non lontano dall'Ambasciata degli Stati Uniti d'America di Budapest, Szabadság tér, eretta nel 1926.

La sera del 6 ottobre successivo, Batthyány fu costretto ad assumere varie sostanze stimolanti per poter raggiungere sulle proprie gambe il luogo dell'esecuzione, al quale venne scortato da due persone e dove con sollievo si accorse che non era stata montata la forca. Johan Kempen, il comandante del distretto militare di Pest e Buda sapeva che sarebbe stato impossibile impiccare Batthyány in quelle condizioni, ma non volle rinviare l'esecuzione e decise di farlo fucilare. Batthyány cadde di fronte al plotone gridando: "Éljen a haza! Rajta, vadászok!" ("Lunga vita al mio paese! Avanti, cacciatori!").
Il funerale di Batthyány si svolse nel centro cittadino ed il suo corpo venne sepolto nella cripta della Chiesa dei Francescani di Pest. Dopo il compromesso austro-ungarico del 1867, nel 1870 le sue spoglie vennero spostate nel nuovo mausoleo eretto in suo onore nel Cimitero di Kerepes.